# Döblinška gimnazija
Döblinška gimnazija (nemško Döblinger Gymnasium, tudi krajše G19 ali nekdaj BG XIX in Državna gimnazija Dunaj 19 (Bundesgymnasium Wien 19)) je javna splošnoizobraževalna gimnazija na Gymnasiumstraße 83 v 19-tem dunajskem okrožju Döbling. Šola je bila ustanovljena 16. septembra 1885 in ima tradicijo humanistične izobrazbe z latinščino in staro grščino, ohranjeno vse do danes. Med maturanti gimnazije sta nobelovca, kemik Richard Kuhn (1938) in fizik Wolfgang Ernst Pauli (1945).